# (5794) Ирмина
(5794) Ирмина (лат. Irmina) — типичный астероид главного пояса, открыт 24 сентября 1976 года советским астрономом Николаем Черных в Крымской астрофизической обсерватории и 20 июня 1997 года назван в честь певицы Ирмы Голодяевской.

## Обнаружение и именование
(5794) Ирмина
Открыт 24 сентября 1976 года в Научном Н. С. Черных.
Назван в память Ирмы Михайловны Голодяевской (1931—1956) — студентки Московской консерватории и талантливой певицы, трагически погибшей в самом начале своего становления как артистки.
Оригинальный текст (англ.)5794 Irmina
Discovered 1976-09-24 by Chernykh, N. S. at Nauchnyj.
Named in memory of Irma Mikhailovna Golodyaevskaya (1931—1956), a student of the Moscow Conservatory and talented singer who tragically perished at the very beginning of her development as an artist.
Источники: DISCOVERY.DB; M.P.C. 30097.

## Орбита

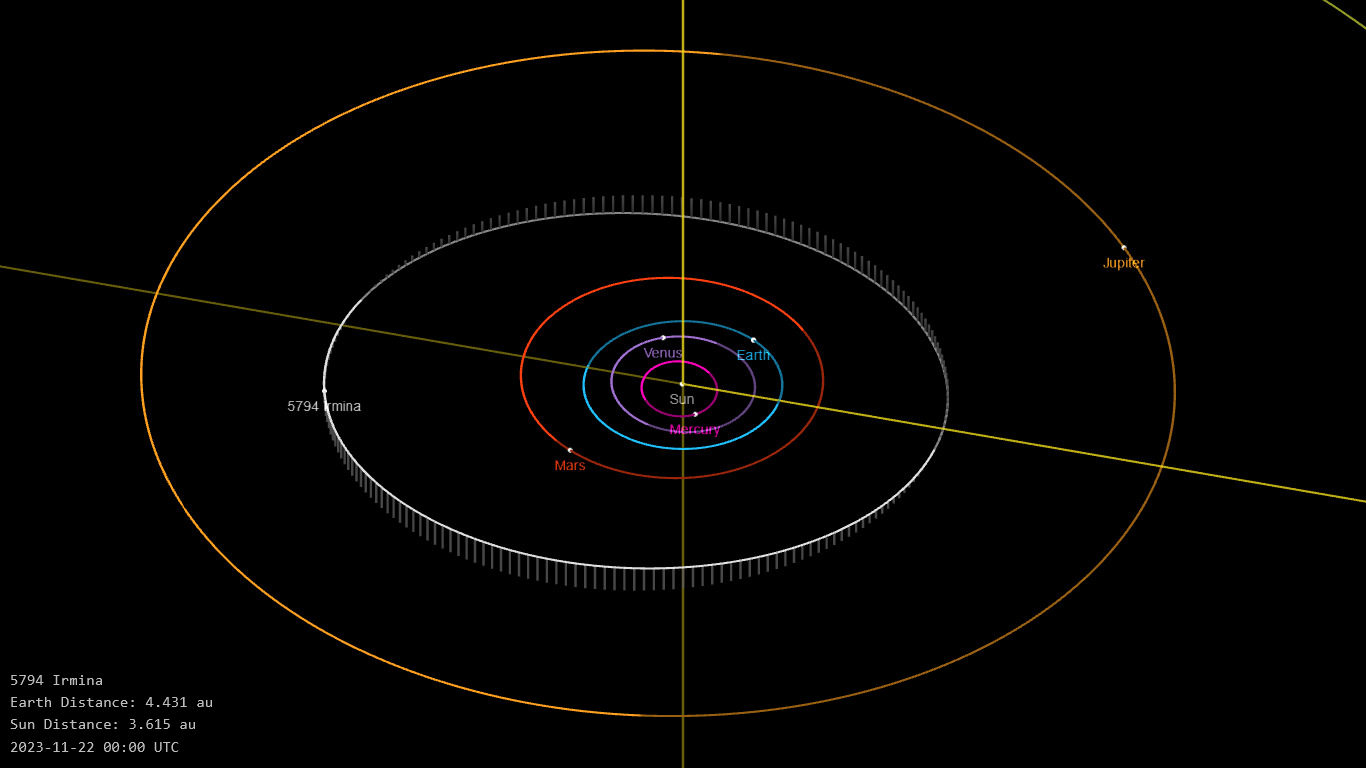
Орбита астероида Ирмина и его положение в Солнечной системе

## Физические характеристики
Астероид относится к таксономическому классу CB.
По результатам наблюдений в видимом и ближнем инфракрасном диапазоне космического телескопа NEOWISE диаметр астероида сначала оценивался равным 10,86±4,14 км, позже — 11,769±2,948 км. Согласно тем же источникам альбедо оценивается как 0,09±0,10 и 0,097±0,072.